# 桐生が岡公園

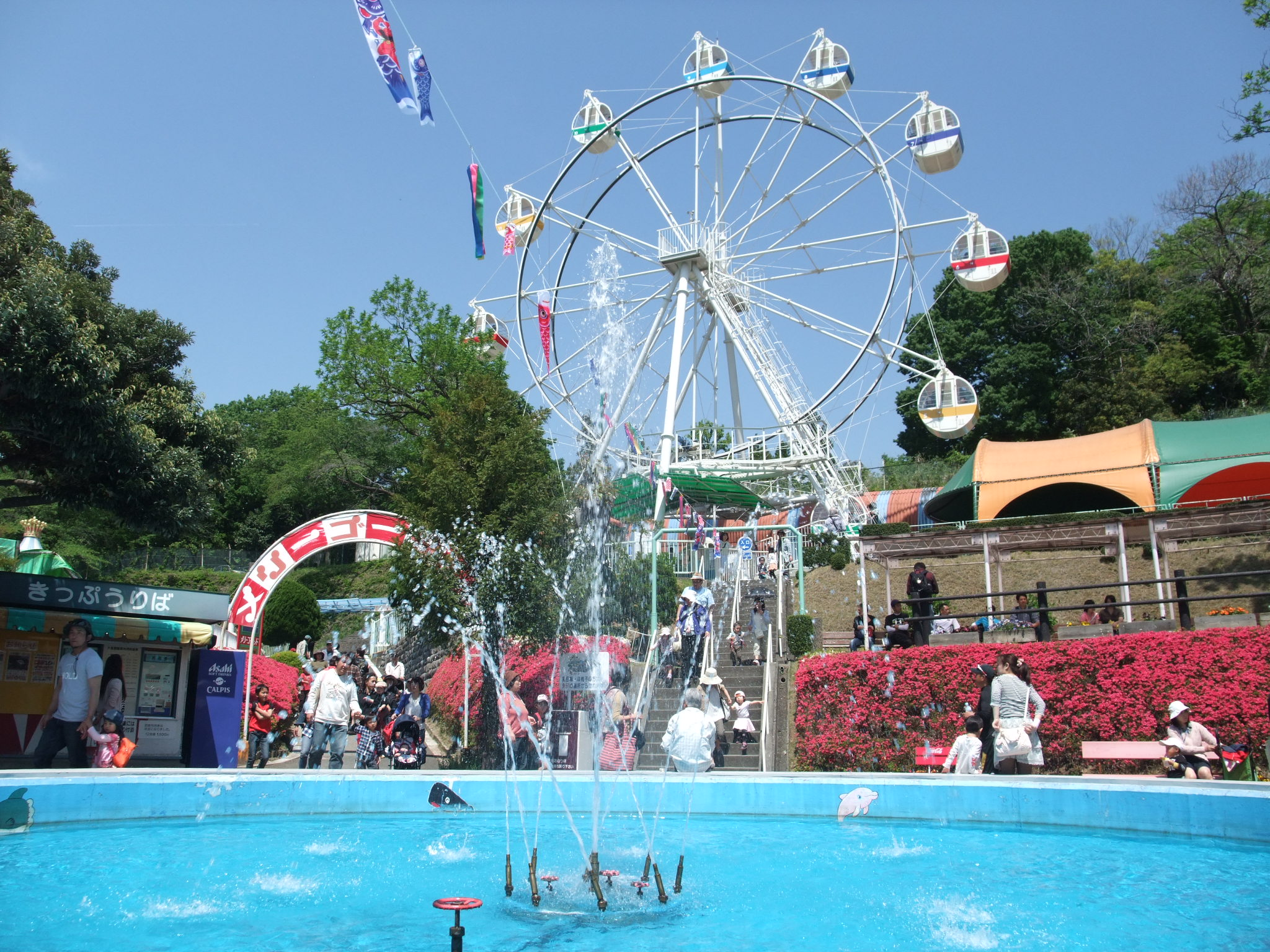
噴水と観覧車

桐生が岡公園（きりゅうがおかこうえん）は、群馬県桐生市宮本町、西久方町に位置している桐生市立の都市公園（総合公園）である。
公園は、桐生市が直営で管理する動物園と指定管理者の財団法人桐生市スポーツ文化事業団が管理する遊園地からなっており、桜の名所として知られる。市民からは「岡公園」と略称されることが多い。

## 概要
桐生市中心部にある丘陵地に位置する。展望台や観覧車からは市内を一望できる。公園の名称は西安楽土から下久方にかけての丘陵地一帯を桐生が岡と呼んだことに由来する。
動物園は1952年（昭和27年）に、全国に先駆け野生動物救護の取り組みを始めた事から、桐生が岡動物園が日本最初の鳥獣保護センターとされている。

## 歴史
- 1916年（大正5年） - 桐生町営公園として開園。
- 1952年（昭和27年） - 野生動物救護の取り組みを開始。
- 1953年（昭和28年） - 桐生が岡動物園が開園。
- 1971年（昭和46年） - 桐生が岡遊園地が開園[3]。
- 2007年（平成19年） - テレビドラマ『未来遊園地』『未来遊園地II』の撮影にロケ地として動物園を除く園内が使用された。この際「番組スポンサーが遊園地内の一部施設の改装費用も出資する」という試みがなされた撮影だったため、実際に改修された。また、ドラマ放映後、ストーリー内で行われたイベントを再現する形で、花火や祭りが行われた。
- 2009年（平成21年） - テレビドラマ『鉄道捜査官スペシャル』の撮影に使われる。
- 2014年（平成26年） - テレビドラマ『セーラーゾンビ』（テレビ東京系）の撮影に使われる。
- 2017年（平成29年）4月4日 - アジアゾウのイズミが国内最年長（推定年齢61歳11カ月）で亡くなる[4]。
- 2018年（平成30年） - テレビドラマ『探偵が早すぎる』（日本テレビ系）の撮影に使われる。
- 2024年（令和6年） - ミュージックビデオ『We GO』（ケツメイシ）の撮影に使われる[5][6]。

## 桐生が岡動物園

### 動物園施設・動物一覧

#### 飼育動物数
2016年（平成28年）7月1日時点のものである。
- - 哺乳類 21種、181点
  - 鳥類 33種、262点
  - 爬虫類 10種、29点
  - 両生類 3種、17点
  - 魚類 56種、265点
  - 無脊椎類 6種、43点
  - 合計129種、797点

#### 施設とその動物
- ペンギン舎
  - フンボルトペンギン
- フラミンゴ池・フラミンゴ前広場
  - ベニイロフラミンゴ、チリーフラミンゴ、ヨーロッパフラミンゴ、ホオジロカンムリヅル
- ホロホロチョウ舎
  - ホロホロチョウ、ホオジロカンムリヅル
- ライオン舎
  - ライオン
- サル舎
  - ボリビアリスザル、マントヒヒ
- シカ放飼場
  - ホンシュウジカ、ヤクシカ
- ムフロン放飼場
  - ムフロン
- ヤギ放飼場
  - ピグミーゴート
- ヒツジ放飼場
  - コリデール
- サル山
  - ニホンザル
- レッサーパンダ舎
  - シセンレッサーパンダ
- カピバラ舎
  - カピバラ
- クモザル舎
  - クモザル、クサガメ、ニシキゴイ
- トビ舎
  - トビ
- キリン舎
  - アミメキリン
- カンガルー舎
  - オオカンガルー
- タヌキ山
  - ホンドタヌキ
- クジャク舎
  - インドクジャク、シロクジャク、セイドウショクシチメンチョウ
- マーラ舎
  - マーラ、ジュズカケバト
- 猛禽舎
  - ハヤブサ、トラフズク、チョウゲンボウ、オオコノハズク、アオバズク
- ミーアキャット舎
  - ミーアキャット
- 水鳥舎
  - アイガモ、ブラウンコールダック、オシドリ、カルガモ、ツクシガモ、アカツクシガモ、ハワイガン
- インコ舎
  - セキセイインコ
- 水族館
  - メガネカイマン、ワニガメ、ニホンイシガメ、フロリダアカハラガメ、アズマヒキガエル、ニホンアマガエル、ヤマアカガエル、アカハライモリ、メキシコサンショウウオ、グレーターサイレン、アジアアロワナ、スポテッドガー、ピラニア・ナッテリー、オスカー、クラウンローチ、カクレクマノミ等
- こどもどうぶつコーナー
  - チャボ (鶏)、トウマル、マーラ、コリデール、ピグミーゴート、ウサギ、フレミッシュジャイアント、アメリカンミニチュアホース、コールダック、ルリコンゴウインコ、ヨツユビリクガメ、ケヅメリクガメ
- バックヤード（非展示）
  - 白色レグホーン種、アヒル、シロビタイムジオウム、ホンドフクロウ、メンフクロウ等
- 女神像広場
  - 女神像（織姫像）
- T-6 (航空機・初代)
- 動物診療所

#### かつて存在した施設
- 小動物舎
- ウサギの城
- タヌキ舎
- リス舎
- ヒツジ舎
- ヤギ・シカ舎
- キツネ・アナグマ舎
- イノシシ舎
- クマ舎
- ワラビー舎
- ハト舎
- キジ舎
- ゾウ舎
- クロヅル舎
- 水禽舎
- ポニー舎
- 鶏舎
- 水鳥池

#### 過去に展示していた動物種
- 哺乳類
  - ベネットワラビー、コゲチャヤブワラビー、アジアゾウ、チャップマンシマウマ、シェットランドポニー、キョン、ニホンカモシカ、ニホンイノシシ、ゲッチンゲン、ポットベリー、ヤクシマヤギ、シバヤギ、ザーネン、サフォーク種、ホンドギツネ、ニホンツキノワグマ、アライグマ、インドカワウソ、シマスカンク、ニホンアナグマ、ホンドテン、ハクビシン、ケナガクモザル、クロクモザル、カニクイザル、タイワンザル、ロップイヤー、テンジクネズミ、ムササビ、シマリス

- 鳥類
  - クマタカ、オオタカ、ノスリ、コミミズク、ジュウシマツ、ムクドリ、ヒヨドリ、ゴクラクチョウ、キジバト、イエバト、ジャコビンバト、クジャクバト、ニホンキジ、コウライキジ、オナガキジ、サンケイ、ハッカン、キンケイ、ギンケイ、イワシャコ、コジュケイ、軍鶏、東天紅鶏、アローカナ、ウコッケイ、ショウコク、ポーリッシュ、クロチャボ、ゴイシチャボ、ギンザサチャボ、マキケチャボ、カツラチャボ、マガモ、アメリカオシ、コクチョウ、コブハクチョウ、オオハクチョウ、コハクチョウ、バリケン、シナガチョウ、アネハヅル、クロヅル、オオバン、ゴイサギ、ウミウ、カワウ、カワセミ、アカコンゴウインコ、タイハクオウム、キバタン

- 爬虫類
  - ニホントカゲ、ニホンカナヘビ、ニホンヤモリ、ヒョウモントカゲモドキ、フトアゴヒゲトカゲ、グリーンイグアナ、コガネオオトカゲ、ノドジロオオトカゲ、アオウミガメ、アカウミガメ、ニホンスッポン、スッポンモドキ、キバラガメ、ミシシッピアカミミガメ、カミツキガメ、ギリシャリクガメ

- 両生類
  - ツチガエル、ウシガエル、トウホクサンショウウオ、レッサーサイレン

- 魚類
  - ピラルクー、アリゲーター・ガー、レッドテールキャットフィッシュ、ヒレナガニシキゴイ

### ギャラリー

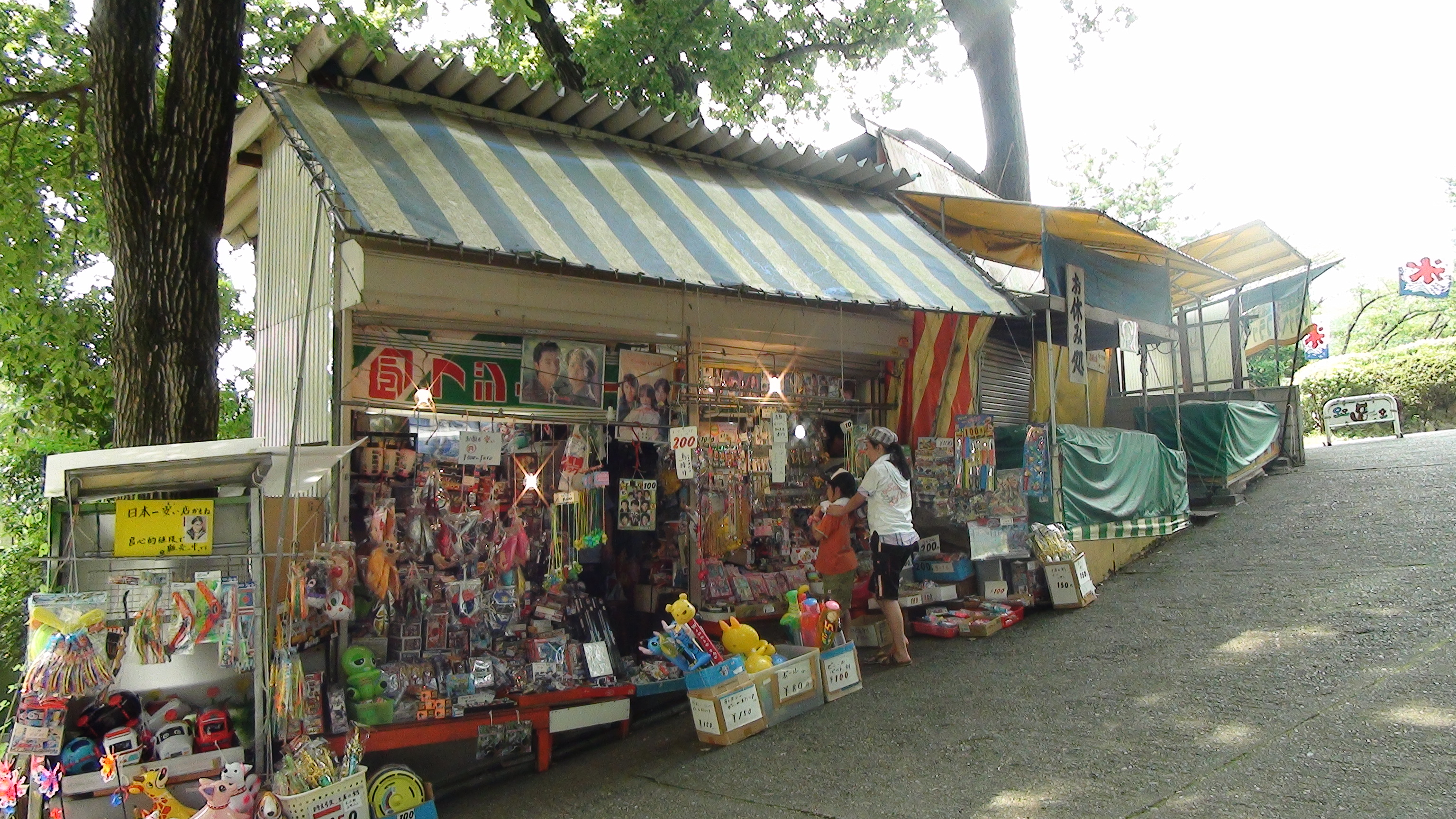
売店
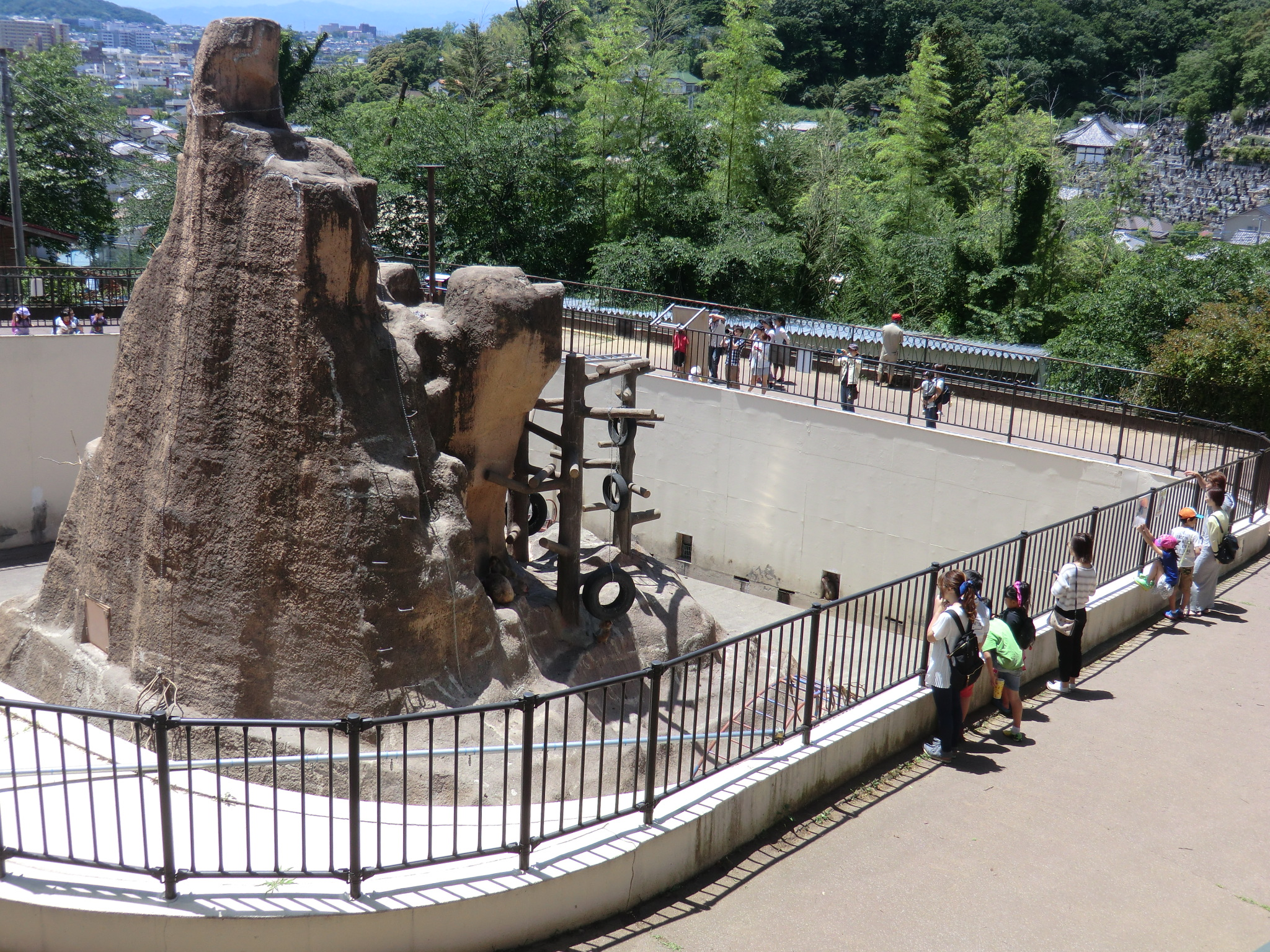
猿山
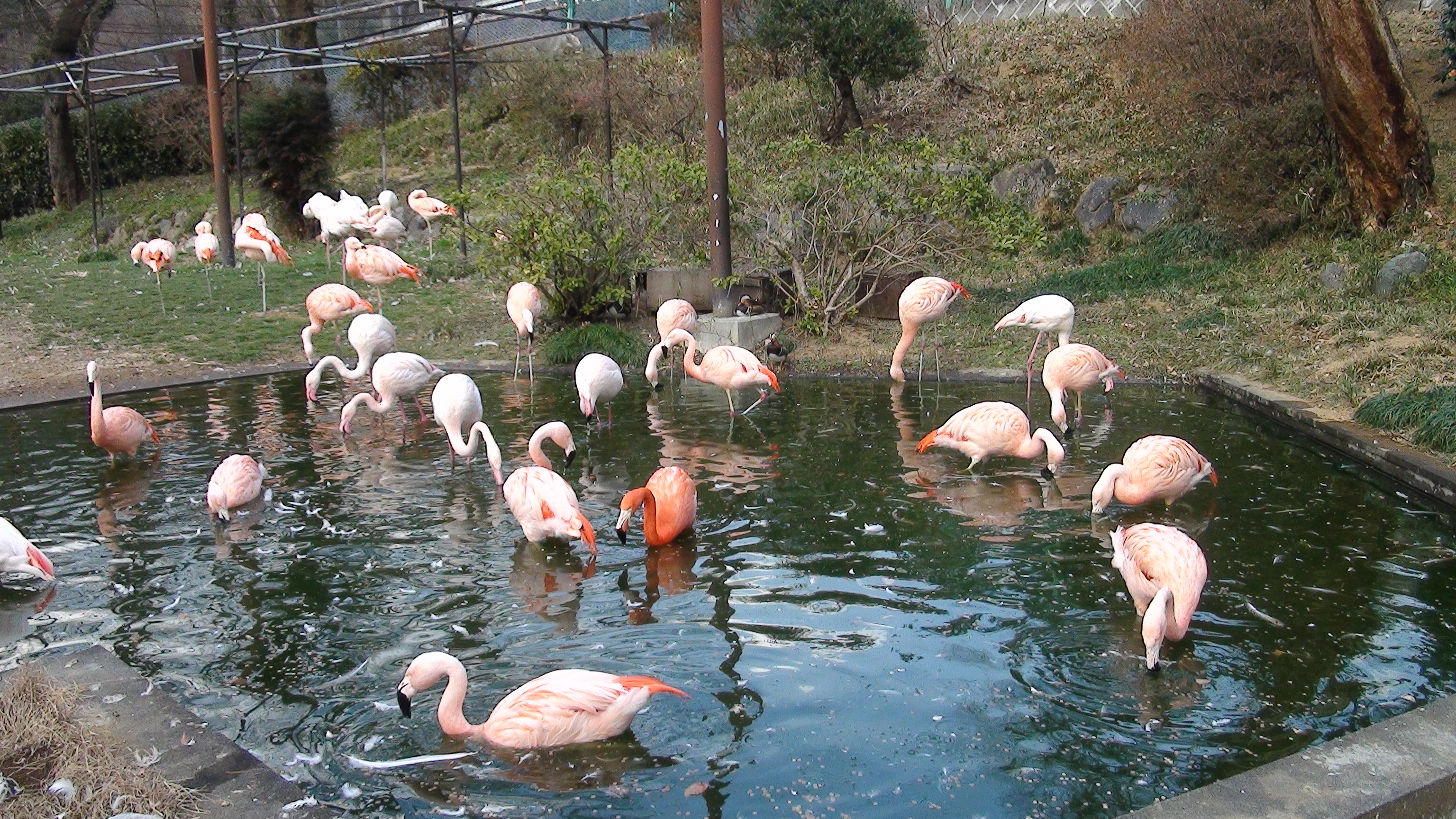
フラミンゴ
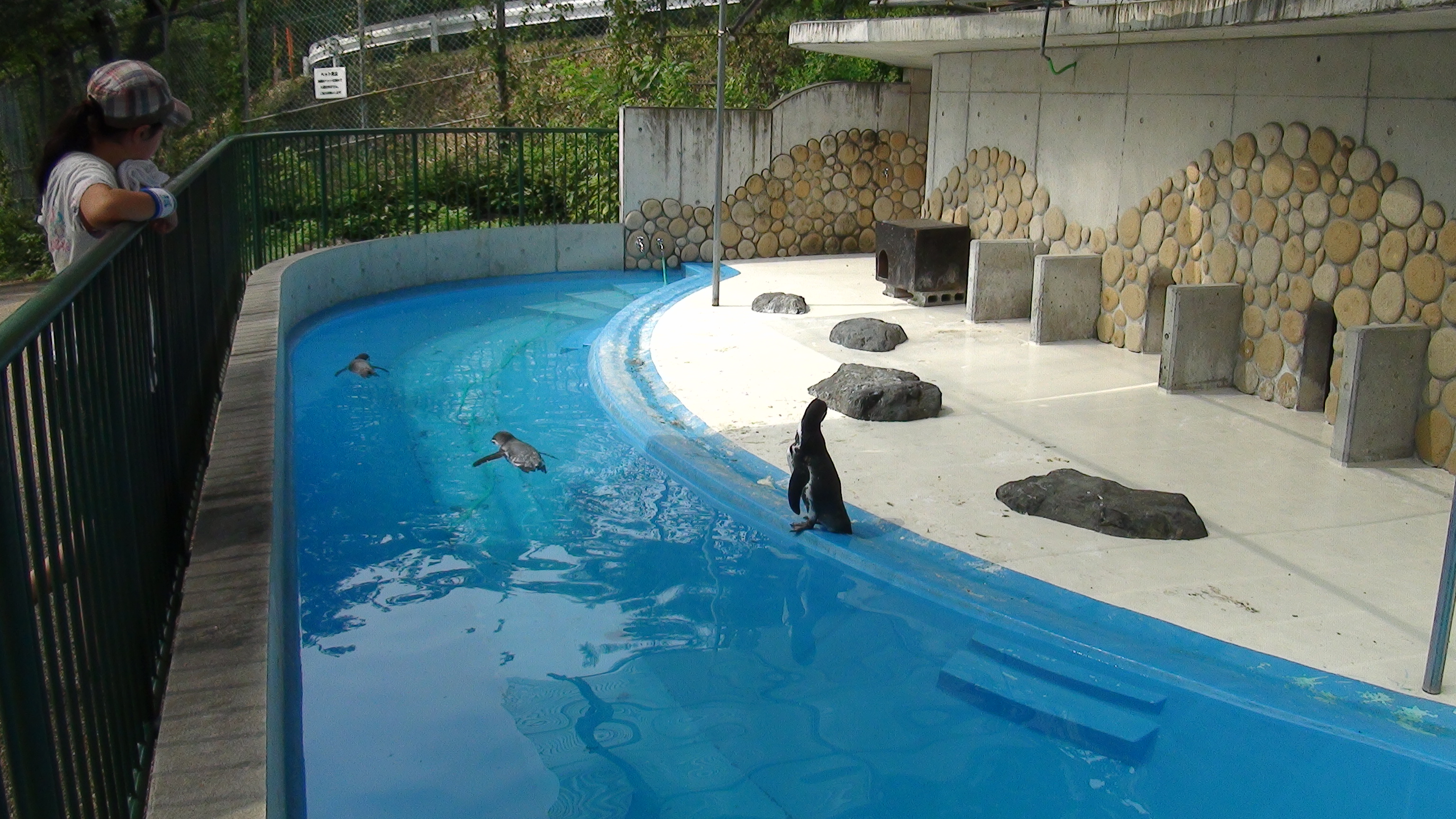
ペンギン
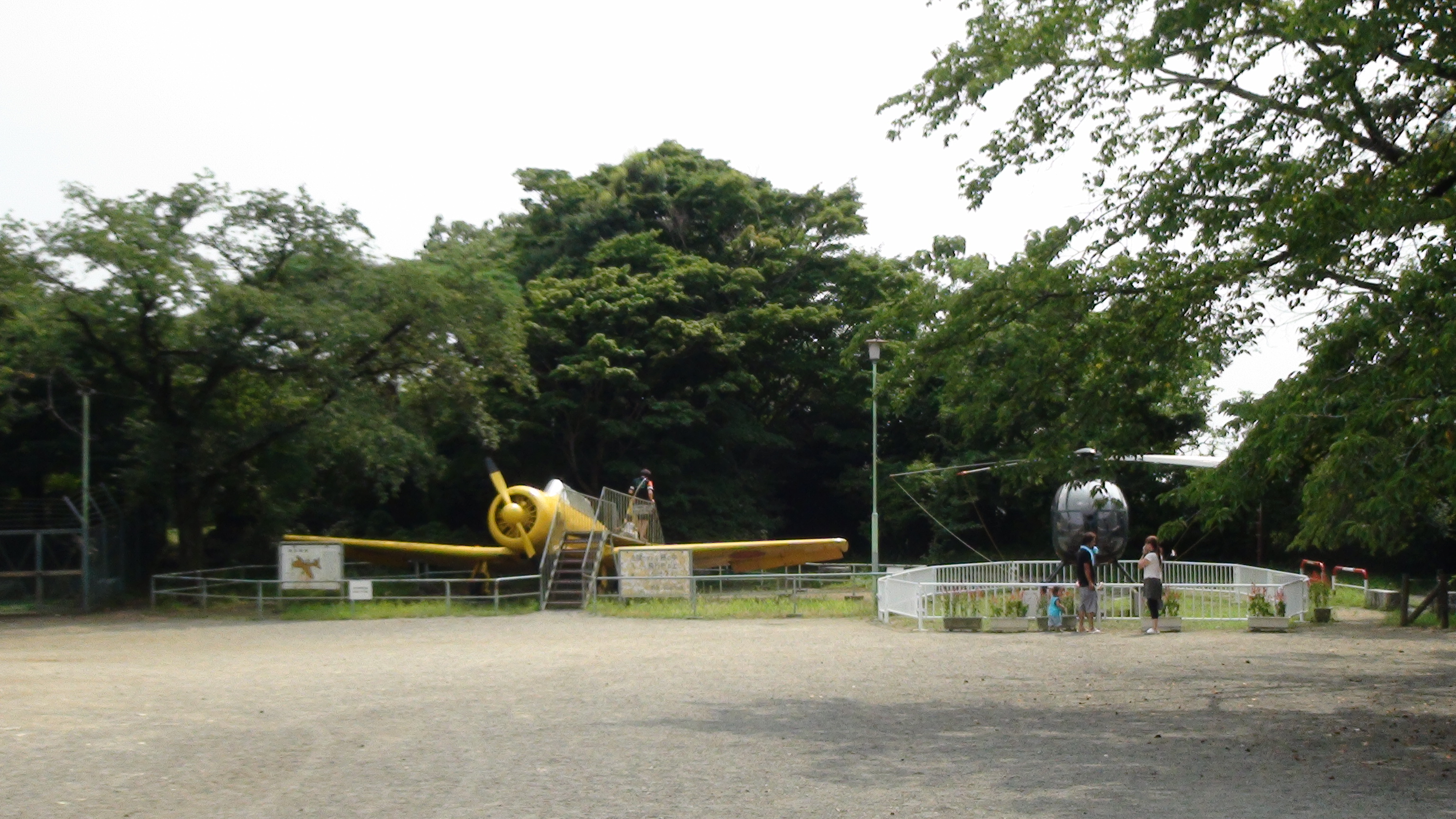
南門前にある飛行機

## 桐生が岡遊園地

### 遊園地施設
- ミニレール[3]
- スカイヘリ
- メリーゴーラウンド
- 観覧車（命名権により「桐大ようちえんダイヤモンドビュー」の愛称がある）
- アドベンチャーシップ
- サイクルモノレール
- 展望台
- ゲームコーナー
- 国鉄C12形蒸気機関車
- コイン式乗り物

### かつて存在した施設
- アストロジェット
- 銀河鉄道
- コーヒーカップ
- スイマー
- チェンタワー
- トラバンド
- ウェーブメルヘンカップ - 老朽化に伴い、2022年10月31日をもって営業を終了した。最終日には無料開放された[8]。撤去工事を経て2023年3月24日より同じ場所に「ウォーターシューティングライド」が運行される予定。

### ギャラリー

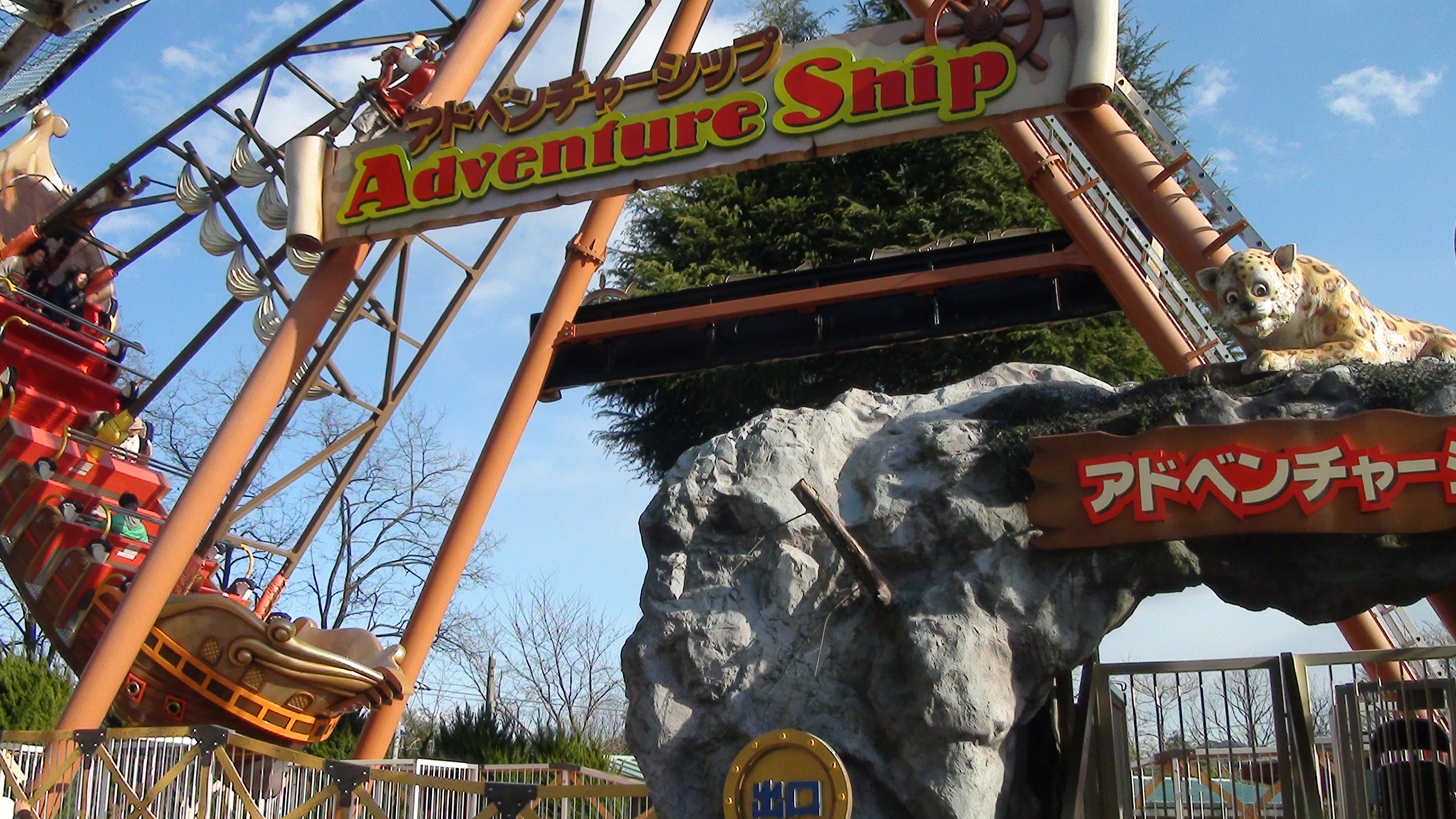
バイキング
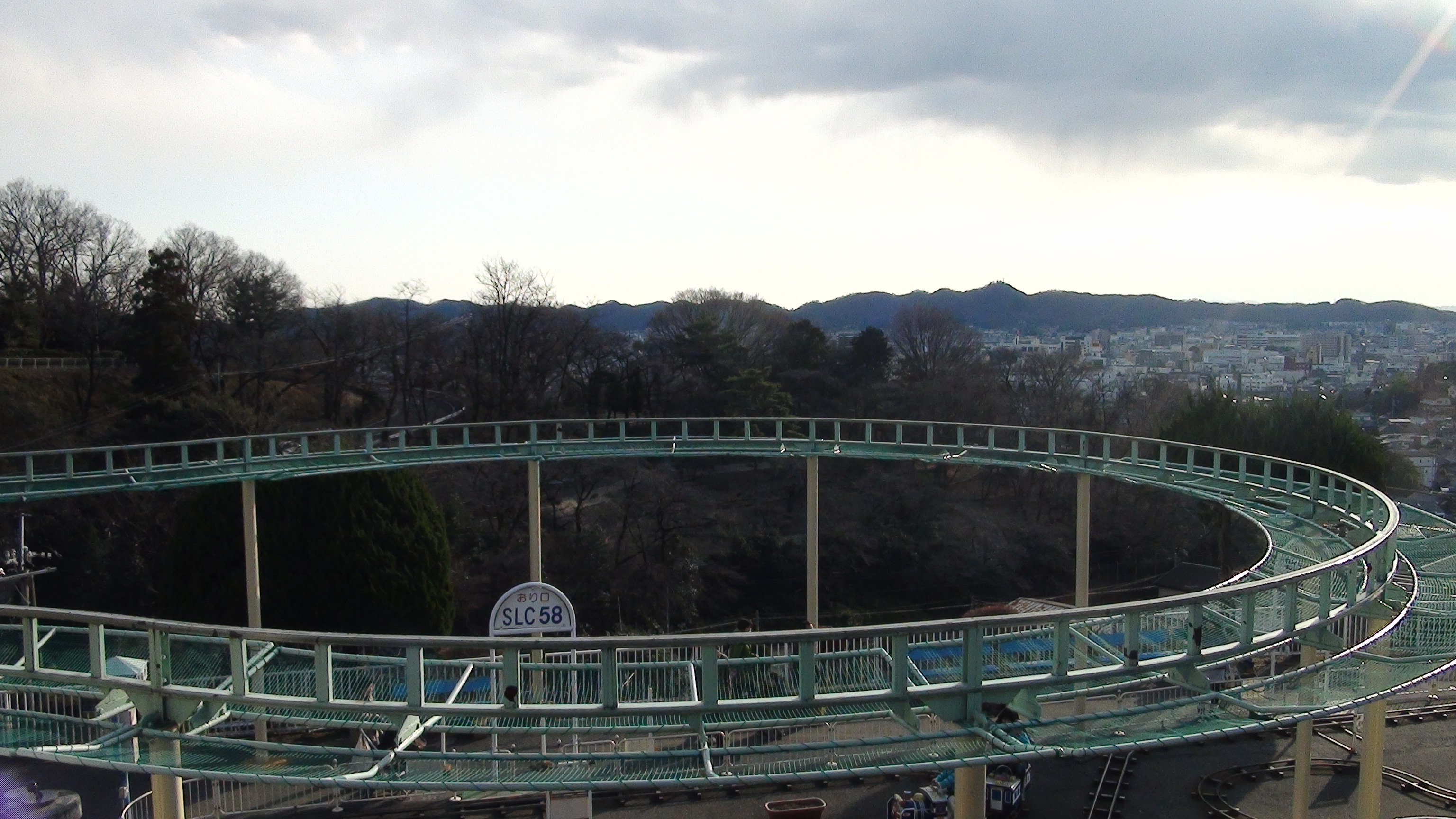
ミニモノレール
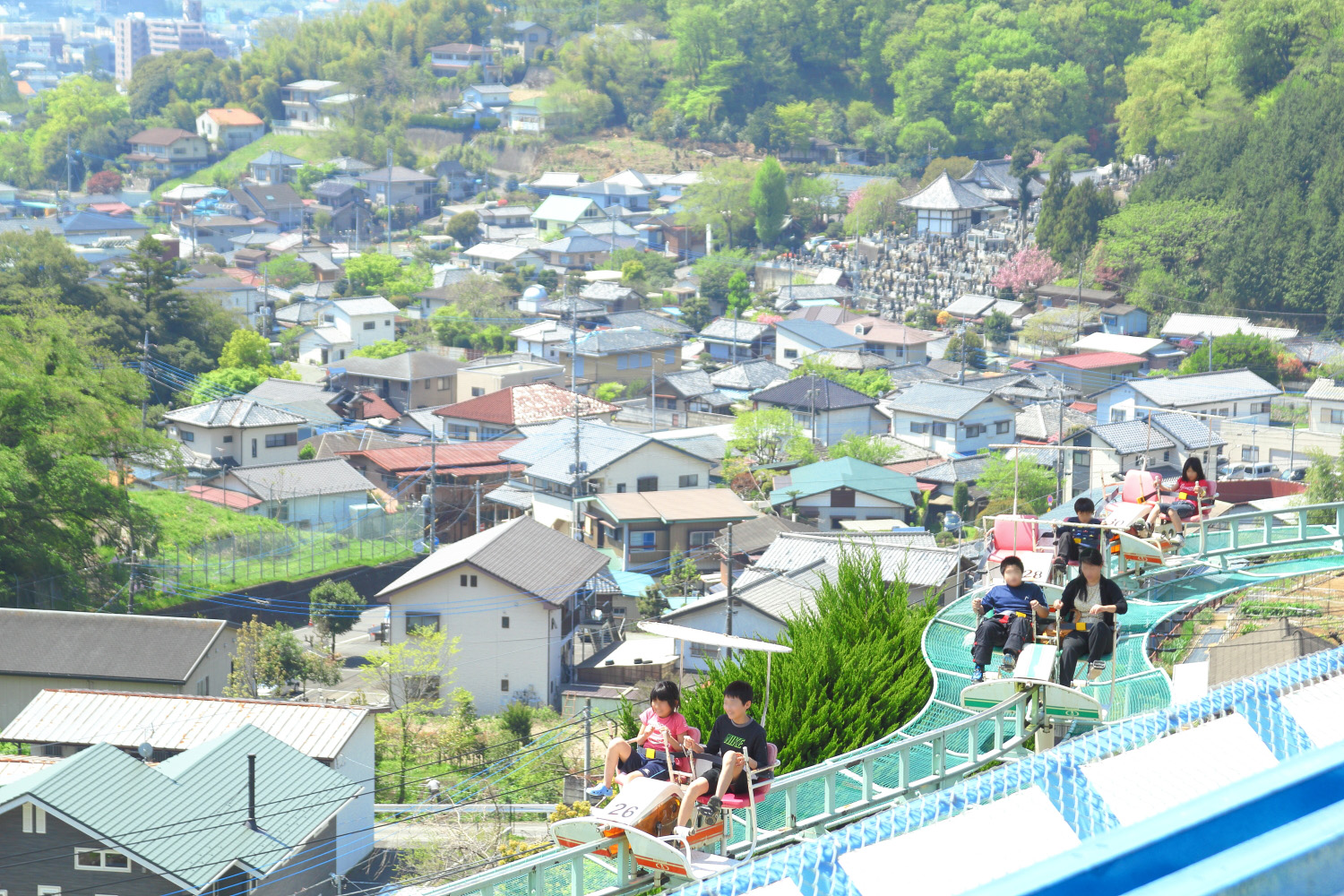
サイクルモノレール
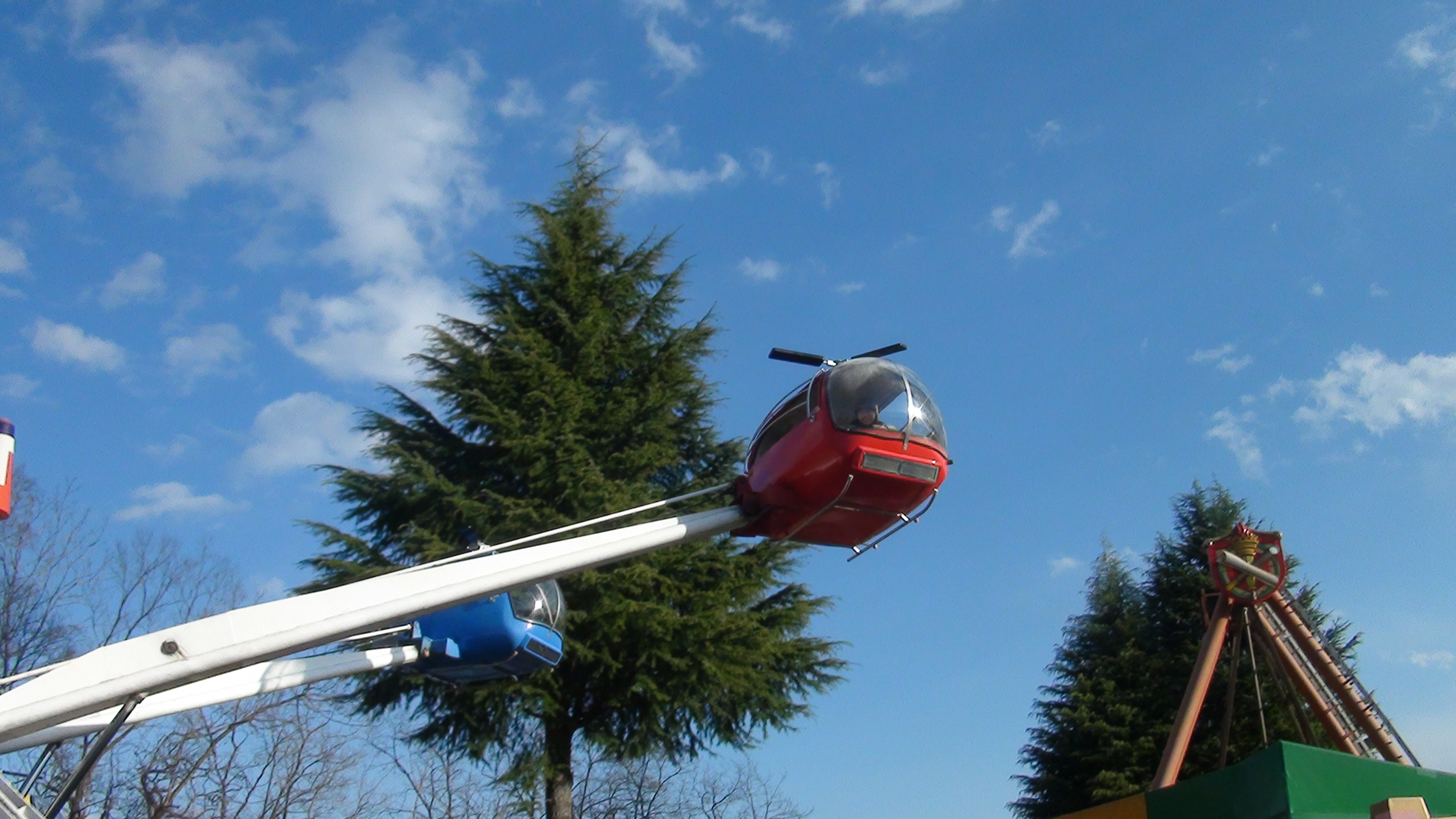
スカイヘリ
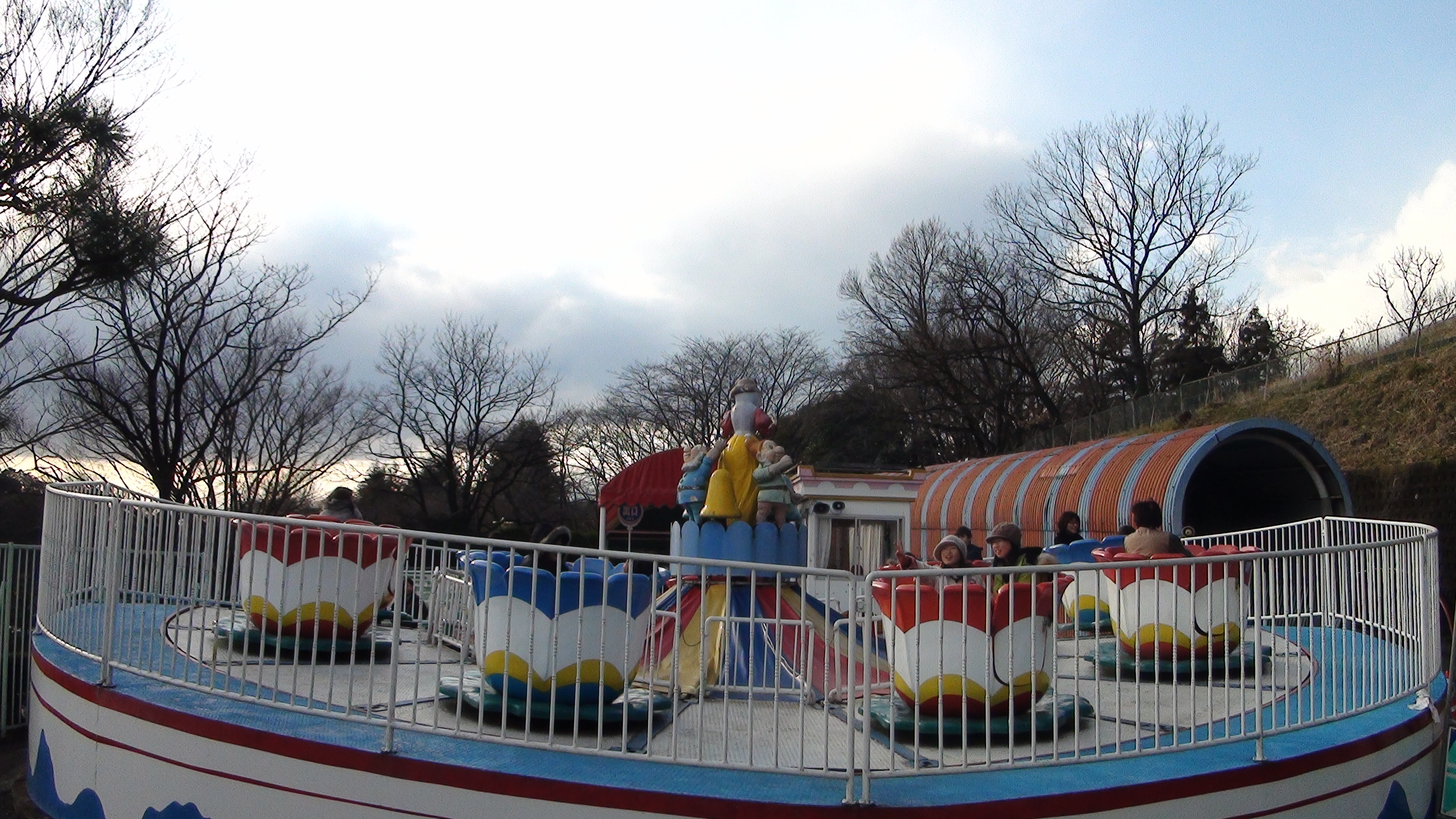
ウェーブメルヘンカップ（2022年10月31日をもって営業終了したもの）

## 交通

### 鉄道
- JR両毛線 桐生駅北口から山手通りを梅田方面へ徒歩約20分。
- 上毛電気鉄道上毛線 西桐生駅から山手通りを梅田方面へ徒歩約15分。
  - 山手通り沿いにある西宮神社の脇の石段を上ると女神像広場（動物園南門）へ到着する。

### 自動車
- 北関東自動車道 伊勢崎ICから国道17号上武道路を経由し、桐生伊勢崎線を桐生方面へ約40分。
- 東北自動車道 佐野藤岡ICから国道50号を経由し、桐生岩舟線を桐生方面へ約50分。
  - 山手通りから村松通りへ進み、杉戸商店の脇の坂道を上ると駐車場へ到着する。